# أنطونيو فيلا كوبو
أنطونيو فيلا كوبو (بالإسبانية: Antonio Vela Cobo)‏ هو كاهن كاثوليكي ورسام إسباني، ولد في 1629 في قرطبة في إسبانيا، وتوفي بنفس المكان في 1676.